# 近藤次郎
近藤 次郎（こんどう じろう、1917年1月23日 - 2015年3月29日）は、日本の航空工学者。東京大学名誉教授。滋賀県出身。
航空工学の分野では航空機の超高速化に取り組んだり、環境科学の分野では応用数学を利用し、大気汚染の予測や核拡散問題を解明した。

## 略歴
- 1935年 - 京都一中卒業
- 1938年 - 旧制第三高等学校理科甲類卒業
- 1941年 - 京都帝国大学理学部数学科卒業
- 1945年 - 東京帝国大学工学部航空学科卒業
- 1958年 - 東京大学工学部教授　同年2月　東京大学 工学博士　論文の題は「拡張した運動ポテンシャルとこの方法による遷音速空気力学の基礎的研究」[1]
- 1977年 - 東京大学名誉教授
- 1980年 - 国立公害研究所所長（1985年まで）
- 1984年 - 日本オペレーションズ・リサーチ学会会長（1986年まで）[2]
- 1985年 - 日本学術会議会長（1994年まで）
- 1994年 - 国際科学技術財団理事長
- 2015年 - 肺炎のために3月29日に死去、98歳没[3]

その他、国土審議会、航空機工業審議会、学術審議会などの各種審議会委員。中央公害対策審議会、中央環境審議会会長などを務めていた。

## 受賞/受章歴
- 1957年 - 内閣総理大臣賞
- 1958年 - 大内賞
- 1966年 - デミング賞
- 1990年 - 勲一等瑞宝章
- 1992年 - 紫綬褒章
- 1995年 - 文化功労者
- 2002年 - 文化勲章[4]

## その他
- 第三高等学校時代、室戸台風に遭遇し3棟あった学生寮のうち1棟は倒壊したという[5]。
- 『信長の野望』の大ファンで、孫に唯一勝てるゲームとしてプレイしていた。かつて近藤は『信長の野望』が如何にマネジメントゲームとして優れているかについてニューハンプシャーの学会で発表し、これがカナダの大学やハーバード大学の大学院でも『信長の野望』を学生にプレイさせるようになるなどの影響を与え、TVでもこれが取り上げられていた[6]。